# Fauve d'or : prix du meilleur album

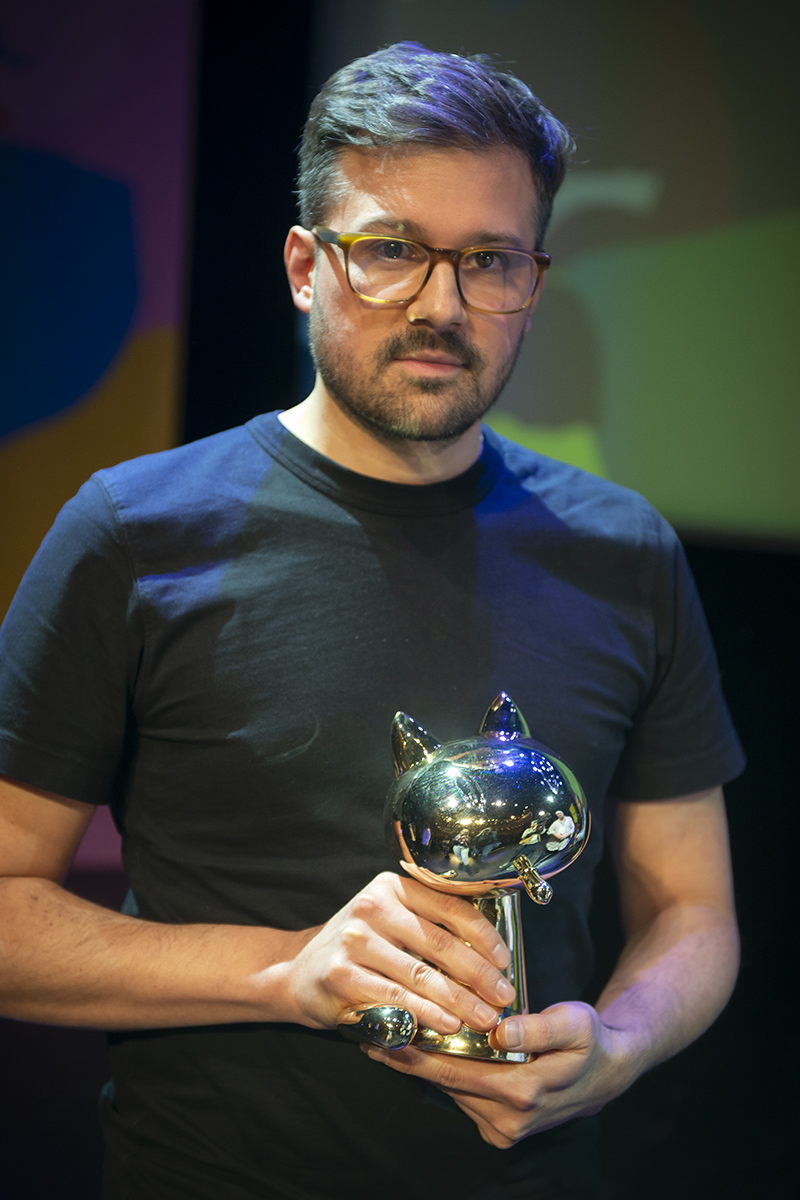
Martin Panchaud, lauréat 2023 pour La Couleur des choses.

Le Fauve d'or : prix du meilleur album est un prix décerné par le jury du Festival d'Angoulême, récompensant un album de bande dessinée publié en français l'année précédente. Décerné depuis 1976, il a connu de nombreuses formules (prix unique, séparation des œuvres étrangères et françaises, séparation des œuvres réalistes et humoristiques) et dénominations (Meilleure œuvre, Alfred du meilleur album, Alph-Art du meilleur album, prix du meilleur album). 
Ce prix suscite souvent la polémique, car il récompense rarement un album ayant un grand succès public, particulièrement vers le début des années 2000. Les albums qu'il a distingués ont cependant souvent été, à leur époque, remarqués par la critique. En 2024, le prix a récompensé 71 albums et 81 auteurs de quatorze nationalités différentes, dont six femmes. Onze de ces lauréats sont également grand prix de la ville d'Angoulême.

## Histoire
C'est lors de la troisième édition du festival, en 1976, que sont pour la première fois décernés des prix récompensant des albums, et non plus seulement des auteurs comme lors des deux années précédentes. Jusqu'en 1978, quatre albums sont récompensés chaque année, selon leur registre (comique ou réaliste) et l'origine de leurs créateurs (France ou étranger). Le nom de la récompense est alors « Meilleure œuvre... ». En 1979 et 1980, le prix n'est plus décerné.
En 1981, le prix revient sous le nom d'« Alfred du meilleur album ». De 1986 à 2001, une distinction est de nouveau opérée entre les albums français et les albums étrangers. En 1989, le prix devient l'« Alph'Art du meilleur album ». En 2004, il prend le nom plus formel de « prix du meilleur album », lequel nom devient, en 2008, « Fauve d'or : prix du meilleur album », l'emblème actuel (le "fauve") ayant été dessiné par Lewis Trondheim.

## Un pari sur l'avenir
Ce prix est souvent décerné à des auteurs « encore en devenir » : l'âge médian à la première récompense est de 38 ans. Annie Goetzinger l'a reçu à 25 ans en 1977, tandis que François Schuiten et Benoît Peeters en 1985 et François Boucq l'année suivante avaient 28 ans. Les lauréats les plus âgés sont Fred et Philippe de Pierpont, âgés de 62 ans en janvier 1994 et janvier 2017, Joe Kubert, âgé de 71 ans en février 1998, et Shigeru Mizuki, âgé de 85 ans en février 2007 mais récompensé pour une œuvre réalisée en 1977. Neuf auteurs l'ont reçu deux fois : José Muñoz et Carlos Sampayo (pour leur série Alack Sinner), Hugo Pratt, Alan Moore, Art Spiegelman (pour Maus), Miguelanxo Prado, Baru, René Pétillon, Christophe Blain et Riad Sattouf. 
Plusieurs auteurs ont reçu le grand prix de la ville d'Angoulême après avoir obtenu un ou plusieurs prix du meilleur album : Hugo Pratt (1976 et 1987 puis 1988), René Pétillon (1977 puis 1989), José Muñoz (1978 et 1983 puis 2007), Cosey (1982 puis 2017), François Schuiten (1985 puis 2000),  Art Spiegelman (1988 et 1993 puis 2011), Baru (1991 et 1996 puis 2010), Bill Watterson (1992 puis 2014), André Juillard (1995 puis 1996), Philippe Dupuy et Charles Berberian (1999 puis 2008) et Riad Sattouf (2010 et 2015 puis 2023). Entre 2007 et 2017, sept des douze lauréats du grand prix avaient antérieurement remporté un prix du meilleur album, accréditant l'idée que ce prix récompense de futur grands auteurs. Prix du meilleur album français en 1994, Fred est le seul auteur à avoir reçu cette récompense après avoir été grand prix, ce qui avait été le cas en 1980.
Seules six femmes ont reçu le prix, en dépit de leur présence dans le milieu : Annie Goetzinger (1977), Laurence Harlé (1988), Édith (1993), Helena Klakočar (2000), Marjane Satrapi (2005) et Emil Ferris (2019).
Les nationalités les plus primées sont la France (38 lauréats), les États-Unis (12), l'Espagne (7), l'Italie (6), le Royaume-Uni (5),  la Belgique (5), l'Argentine (4) et la Suisse (2). L'Australie, le Canada, la Croatie, le Japon, les Pays-Bas et le Brésil ont chacun vu un de leurs auteurs récompensé.
Les maisons d'éditions les plus primées sont Casterman avec 17 prix (entre 1976 et 1998), Dargaud avec 8 prix (entre 1978 et 2013), Delcourt avec 7 prix (entre 1996 et 2024) et Albin Michel avec 5 prix (entre 1986 et 2001).

## Liste des albums récompensés
| Année | Titre                                                    | Auteur                    | Pays              | Éditeur                           | Nom du prix                         |
| ----- | -------------------------------------------------------- | ------------------------- | ----------------- | --------------------------------- | ----------------------------------- |
| 1976  | Le Vagabond des Limbes t. 2 : L'Empire des soleils noirs | Julio Ribera (d)          |                   | Hachette                          | Meilleure œuvre réaliste française  |
| 1976  | Le Vagabond des Limbes t. 2 : L'Empire des soleils noirs | Christian Godard (s)      |                   | Hachette                          | Meilleure œuvre réaliste française  |
| 1976  | Gai-Luron, t. 2 : Gai-Luron en écrase méchamment         | Gotlib                    | AUDIE             | Meilleure œuvre comique française |                                     |
| 1976  | Corto Maltese, t. 1 : La Ballade de la mer salée         | Hugo Pratt                |                   | Casterman                         | Meilleure œuvre réaliste étrangère  |
| 1976  | La Tribu terrible                                        | Gordon Bess               |                   | Le Lombard                        | Meilleure œuvre comique étrangère   |
| 1977  | Légende et réalité de Casque d'or                        | Annie Goetzinger          |                   | Glénat                            | Meilleure œuvre réaliste française  |
| 1977  | Le Baron noir                                            | Yves Got (d)              | Yves Got éditions | Meilleure œuvre comique français  |                                     |
| 1977  | Le Baron noir                                            | René Pétillon (s)         | Yves Got éditions | Meilleure œuvre comique français  |                                     |
| 1977  | Les Peaux-Rouges, t. 1 : Les Maîtres du tonnerre         | Hans Kresse               |                   | Casterman                         | Meilleure œuvre réaliste étrangère  |
| 1977  | Andy Capp, t. 2 : Si c'est pas pire, ça ira !            | Reg Smythe                |                   | Sagédition                        | Meilleure œuvre comique étrangère   |
| 1978  | Alix t. 13 : Le Spectre de Carthage                      | Jacques Martin            |                   | Casterman                         | Meilleure œuvre réaliste française  |
| 1978  | Le Génie des alpages, t. 3 : Barre-toi de mon herbe      | F'murr                    | Dargaud           | Meilleure œuvre comique française |                                     |
| 1978  | Alack Sinner                                             | José Muñoz (d)            |                   | Éditions du Square                | Meilleure œuvre réaliste étrangère  |
| 1978  | Alack Sinner                                             | Carlos Sampayo (s)        |                   | Éditions du Square                | Meilleure œuvre réaliste étrangère  |
| 1978  | Boule et Bill t. 14 : Ras le Bill !                      | Roba                      |                   | Dupuis                            | Meilleure œuvre comique étrangère   |
| 1981  | Paracuellos                                              | Carlos Giménez            |                   | AUDIE                             | Alfred du meilleur album            |
| 1981  | Silence                                                  | Comès                     |                   | Casterman                         | Alfred du meilleur album            |
| 1982  | Jonathan, t. 7 : Kate                                    | Cosey                     |                   | Le Lombard                        | Alfred du meilleur album            |
| 1983  | Alack Sinner, t. 2 : Flic ou privé                       | José Muñoz (d)            |                   | Casterman                         | Alfred du meilleur album            |
| 1983  | Alack Sinner, t. 2 : Flic ou privé                       | Carlos Sampayo (s)        |                   | Casterman                         | Alfred du meilleur album            |
| 1984  | Marcel Labrume, t.2 : À la recherche des guerres perdues | Attilio Micheluzzi        |                   | Les Humanoïdes associés           | Alfred du meilleur album            |
| 1985  | Les Cités obscures : La Fièvre d'Urbicande               | François Schuiten (d)     |                   | Casterman                         | Alfred du meilleur album            |
| 1985  | Les Cités obscures : La Fièvre d'Urbicande               | Benoît Peeters (s)        |                   | Casterman                         | Alfred du meilleur album            |
| 1986  | La Femme du magicien                                     | François Boucq (d)        |                   | Casterman                         | Alfred du meilleur album français   |
| 1986  | La Femme du magicien                                     | Jerome Charyn (s)         |                   | Casterman                         | Alfred du meilleur album français   |
| 1986  | Torpedo, t. 4 : Chaud devant !                           | Jordi Bernet (d)          |                   | Albin Michel                      | Alfred du meilleur album étranger   |
| 1986  | Torpedo, t. 4 : Chaud devant !                           | Enrique Sanchez Abuli (s) |                   | Albin Michel                      | Alfred du meilleur album étranger   |
| 1987  | Vic Valence, t. 1 : Une nuit chez Tennessee              | Jean-Pierre Autheman      |                   | Dargaud                           | Alfred du meilleur album français   |
| 1987  | Un été indien                                            | Milo Manara (d)           |                   | Casterman                         | Alfred du meilleur album étranger   |
| 1987  | Un été indien                                            | Hugo Pratt (s)            |                   | Casterman                         | Alfred du meilleur album étranger   |
| 1988  | Jonathan Cartland, t. 8 : Les Survivants de l'ombre      | Michel Blanc-Dumont (d)   |                   | Dargaud                           | Alph-Art du meilleur album français |
| 1988  | Jonathan Cartland, t. 8 : Les Survivants de l'ombre      | Laurence Harlé (s)        |                   | Dargaud                           | Alph-Art du meilleur album français |
| 1988  | Maus, t. 1 : Mon père saigne l'histoire                  | Art Spiegelman            |                   | Flammarion                        | Alph-Art du meilleur album étranger |
| 1989  | Théodore Poussin, t. 3 : Marie Vérité                    | Frank Le Gall             |                   | Dupuis                            | Alph-Art du meilleur album français |
| 1989  | Gens de France                                           | Jean Teulé                | Casterman         |                                   | Alph-Art du meilleur album français |
| 1989  | Watchmen, Les Gardiens                                   | Dave Gibbons (d)          |                   | Zenda                             | Alph-Art du meilleur album étranger |
| 1989  | Watchmen, Les Gardiens                                   | Alan Moore (s)            |                   | Zenda                             | Alph-Art du meilleur album étranger |
| 1990  | Gazoline et la Planète rouge                             | Jano                      |                   | Albin Michel                      | Alph-Art du meilleur album français |
| 1990  | V pour Vendetta                                          | David Lloyd (d)           |                   | Zenda                             | Alph-Art du meilleur album étranger |
| 1990  | V pour Vendetta                                          | Alan Moore (s)            |                   | Zenda                             | Alph-Art du meilleur album étranger |
| 1991  | Le Chemin de l'Amérique                                  | Baru (d)                  |                   | Albin Michel                      | Alph-Art du meilleur album français |
| 1991  | Le Chemin de l'Amérique                                  | Jean-Marc Thévenet (s)    |                   | Albin Michel                      | Alph-Art du meilleur album français |
| 1991  | Manuel Montano                                           | Miguelanxo Prado (d)      |                   | Casterman                         | Alph-Art du meilleur album étranger |
| 1991  | Manuel Montano                                           | Fernando Luna (s)         |                   | Casterman                         | Alph-Art du meilleur album étranger |
| 1992  | Couma acó                                                | Edmond Baudoin            |                   | Futuropolis                       | Alph-Art du meilleur album français |
| 1992  | Calvin et Hobbes, t. 2 : En avant, tête de thon !        | Bill Watterson            |                   | Hors Collection                   | Alph-Art du meilleur album étranger |
| 1993  | Basil et Victoria, t.2 : Jack                            | Édith (d)                 |                   | Les Humanoïdes associés           | Alph-Art du meilleur album français |
| 1993  | Basil et Victoria, t.2 : Jack                            | Yann (s)                  |                   | Les Humanoïdes associés           | Alph-Art du meilleur album français |
| 1993  | Maus, t. 2 : Et c'est là que mes ennuis ont commencé     | Art Spiegelman            |                   | Flammarion                        | Alph-Art du meilleur album étranger |
| 1994  | L'Histoire du corbac aux baskets                         | Fred                      |                   | Dargaud                           | Alph-Art du meilleur album français |
| 1994  | Trait de craie                                           | Miguelanxo Prado          |                   | Casterman                         | Alph-Art du meilleur album étranger |
| 1995  | Le Cahier bleu                                           | André Juillard            |                   | Casterman                         | Alph-Art du meilleur album français |
| 1995  | Jonas Fink, t. 1 : L'Enfance                             | Vittorio Giardino         |                   | Casterman                         | Alph-Art du meilleur album étranger |
| 1996  | L'Autoroute du soleil                                    | Baru                      |                   | Casterman                         | Alph-Art du meilleur album français |
| 1996  | Bone, t. 1 : La Forêt sans retour                        | Jeff Smith                |                   | Delcourt                          | Alph-Art du meilleur album étranger |
| 1997  | Qui a tué l'idiot ?                                      | Nicolas Dumontheuil       |                   | Casterman                         | Alph-Art du meilleur album français |
| 1997  | Le Silence de Malka                                      | Ruben Pellejero (d)       |                   | Casterman                         | Alph-Art du meilleur album étranger |
| 1997  | Le Silence de Malka                                      | Jorge Zentner (s)         |                   | Casterman                         | Alph-Art du meilleur album étranger |
| 1998  | Léon la came, t. 2 : Laid, pauvre et malade              | Nicolas de Crécy (d)      |                   | Casterman                         | Alph-Art du meilleur album français |
| 1998  | Léon la came, t. 2 : Laid, pauvre et malade              | Sylvain Chomet (s)        |                   | Casterman                         | Alph-Art du meilleur album français |
| 1998  | Fax de Sarajevo                                          | Joe Kubert                |                   | Vertige Graphic                   | Alph-Art du meilleur album étranger |
| 1999  | Monsieur Jean t. 4 : Vivons heureux sans en avoir l'air  | Philippe Dupuy            |                   | Les Humanoïdes associés           | Alph-Art du meilleur album français |
| 1999  | Monsieur Jean t. 4 : Vivons heureux sans en avoir l'air  | Charles Berberian         |                   | Les Humanoïdes associés           | Alph-Art du meilleur album français |
| 1999  | Cages                                                    | Dave McKean               |                   | Delcourt                          | Alph-Art du meilleur album étranger |
| 2000  | Ibicus, t. 2 : Livre 2                                   | Pascal Rabaté             |                   | Vents d'Ouest                     | Alph-Art du meilleur album français |
| 2000  | Passage en douce                                         | Helena Klakočar           |                   | Fréon                             | Alph-Art du meilleur album étranger |
| 2001  | Jack Palmer, t. 12 : L'Enquête corse                     | René Pétillon             |                   | Albin Michel                      | Alph-Art du meilleur album français |
| 2001  | Le Canard qui aimait les poules                          | Carlos Nine               |                   | Albin Michel                      | Alph-Art du meilleur album étranger |
| 2002  | Isaac le pirate, t. 1 : Les Amériques                    | Christophe Blain          |                   | Dargaud                           | Alph-Art du meilleur album          |
| 2003  | Jimmy Corrigan                                           | Chris Ware                |                   | Delcourt                          | Alph-Art du meilleur album          |
| 2004  | Le Combat ordinaire, t. 1 : Le Combat ordinaire          | Manu Larcenet             |                   | Dargaud                           | Prix du meilleur album              |
| 2005  | Poulet aux prunes                                        | Marjane Satrapi           | L'Association     |                                   | Prix du meilleur album              |
| 2006  | Notes pour une histoire de guerre                        | Gipi                      |                   | Actes Sud                         | Prix du meilleur album              |
| 2007  | NonNonBâ                                                 | Shigeru Mizuki            |                   | Cornélius                         | Prix du meilleur album              |
| 2008  | Là où vont nos pères                                     | Shaun Tan                 |                   | Dargaud                           | Fauve d'or : prix du meilleur album |
| 2009  | Pinocchio                                                | Winshluss                 |                   | Les Requins Marteaux              | Fauve d'or : prix du meilleur album |
| 2010  | Pascal Brutal, t.3 : Plus fort que les plus forts        | Riad Sattouf              | AUDIE             |                                   | Fauve d'or : prix du meilleur album |
| 2011  | Cinq mille kilomètres par seconde                        | Manuele Fior              |                   | Atrabile                          | Fauve d'or : prix du meilleur album |
| 2012  | Chroniques de Jérusalem                                  | Guy Delisle               |                   | Delcourt                          | Fauve d'or : prix du meilleur album |
| 2013  | Quai d'Orsay t. 2                                        | Christophe Blain          |                   | Dargaud                           | Fauve d'or : prix du meilleur album |
| 2013  | Quai d'Orsay t. 2                                        | Abel Lanzac (s)           |                   | Dargaud                           | Fauve d'or : prix du meilleur album |
| 2014  | Come Prima                                               | Alfred                    | Delcourt          |                                   | Fauve d'or : prix du meilleur album |
| 2015  | L'Arabe du futur, t. 1                                   | Riad Sattouf              | Allary Éditions   |                                   | Fauve d'or : prix du meilleur album |
| 2016  | Ici                                                      | Richard McGuire           |                   | Gallimard                         | Fauve d'or : prix du meilleur album |
| 2017  | Paysage après la bataille                                | Éric Lambé (d)            |                   | Frémok et Actes Sud               | Fauve d'or : prix du meilleur album |
| 2017  | Paysage après la bataille                                | Philippe de Pierpont (s)  |                   | Frémok et Actes Sud               | Fauve d'or : prix du meilleur album |
| 2018  | La Saga de Grimr                                         | Jérémie Moreau            |                   | Delcourt                          | Fauve d'or : prix du meilleur album |
| 2019  | Moi, ce que j'aime, c'est les monstres                   | Emil Ferris               |                   | Monsieur Toussaint Louverture     | Fauve d'or : prix du meilleur album |
| 2020  | Révolution, t. 1 : Liberté                               | Florent Grouazel (ds)     |                   | Actes Sud / L'An 2                | Fauve d'or : prix du meilleur album |
| 2020  | Révolution, t. 1 : Liberté                               | Younn Locard (ds)         |                   | Actes Sud / L'An 2                | Fauve d'or : prix du meilleur album |
| 2021  | L'Accident de chasse                                     | Landis Blair (d)          |                   | Sonatine                          | Fauve d'or : prix du meilleur album |
| 2021  | L'Accident de chasse                                     | David L. Carlson (s)      |                   | Sonatine                          | Fauve d'or : prix du meilleur album |
| 2022  | Écoute, jolie Marcia                                     | Marcello Quintanilha      |                   | Çà et là                          | Fauve d'or : prix du meilleur album |
| 2023  | La Couleur des choses                                    | Martin Panchaud           |                   | Çà et là                          | Fauve d'or : prix du meilleur album |
| 2024  | Monica                                                   | Daniel Clowes             |                   | Delcourt                          | Fauve d'or : prix du meilleur album |
| 2025  | Deux filles nues                                         | Luz                       |                   | Albin Michel                      | Fauve d'or : prix du meilleur album |

### Documentation
- Thierry Groensteen (dir.), Primé à Angoulême : 30 ans de bandes dessinées à travers le palmarès du festival, Angoulême, Éditions de l'An 2, 2003, 103 p. (ISBN 2-84856-003-7)
- Mattéo Sallaud, « BD : au festival d’Angoulême, le prix du meilleur album prend du poids chaque année », Sud Ouest,‎ 25 janvier 2019 (lire en ligne)